# I Wanna Go Crazy
"I Wanna Go Crazy" là một ca khúc thu âm bởi nam DJ người Pháp David Guetta. Trong ca khúc có sự góp giọng của nam ca sĩ nhạc rap người Mỹ will.i.am trong ban nhạc The Black Eyed Peas. "I Wanna Go Crazy" được phát hành kỹ thuật số trên toàn thế giới vào ngày 24 tháng 8 năm 2009.

## Danh sách sa khúc
| Tải kỹ thuật số | Tải kỹ thuật số                            | Tải kỹ thuật số |
| STT             | Nhan đề                                    | Thời lượng      |
| --------------- | ------------------------------------------ | --------------- |
| 1.              | "I Wanna Go Crazy" (hợp tác với will.i.am) | 3:24            |

## Xếp hạng
| Bảng xếp hạng (2009) | Vị trí cao nhất |
| -------------------- | --------------- |
| Canadian Hot 100     | 83              |
| UK Singles Chart     | 92              |

## Lich sử phát hành
| Quốc gia | Ngày               | Định dạng       | Hãng đĩa    |
| -------- | ------------------ | --------------- | ----------- |
| Pháp     | 7 tháng 8 năm 2010 | Tải kỹ thuật số | Virgin, EMI |